# Adam Smith (baloncestista)
Adam Smith (Jonesboro, Georgia, 8 de noviembre de 1992) es un jugador de baloncesto estadounidense que actualmente está sin equipo. Con 1,85 metros de estatura, juega en la posición de escolta.

## Trayectoria deportiva
Es un jugador formado en su periplo universitario formó parte de los equipos universitarios de UNC Wilmington, Virginia Tech Hokies y Georgia Tech Yellow Jackets y tras no ser drafteado en 2016, comenzaría su trayectoria en el baloncesto europeo en Lega Due, en las filas de los Roseto Sharks, con los que jugaría 37 partidos con unos buenos números.
En junio de 2017 es contratado por el Élan Sportif Chalonnais francés.
En marzo de 2021, firma por el Stelmet Zielona Gora de la Polska Liga Koszykówki, tras comenzar la temporada en el Ionikos Nikaias B.C. de la A1 Ethniki.
En la temporada 2021-22, firma por el Merkezefendi Belediyesi Denizli Basket de la BSL, la máxima división turca.
El 17 de diciembre de 2021, firma por el Hapoel Holon de la Ligat ha'Al israelí.
El 13 de septiembre de 2022, se anuncia su fichaje por el Bilbao Basket, como recambio del lesionado Andrew Goudelock.